# Santa Comba CF
Santa Comba CF is een Spaanse voetbalclub uit Santa Comba die uitkomt in de Tercera División. De club werd opgericht in 1980.